# بیچ
بیچ (به صربی: Bić) یک کوه در صربستان است که در Serbia / Bosnia and Herzegovina واقع شده‌است. بیچ ۱٬۳۸۶ متر بالاتر از سطح دریا واقع شده‌است.